# Jesse Cook

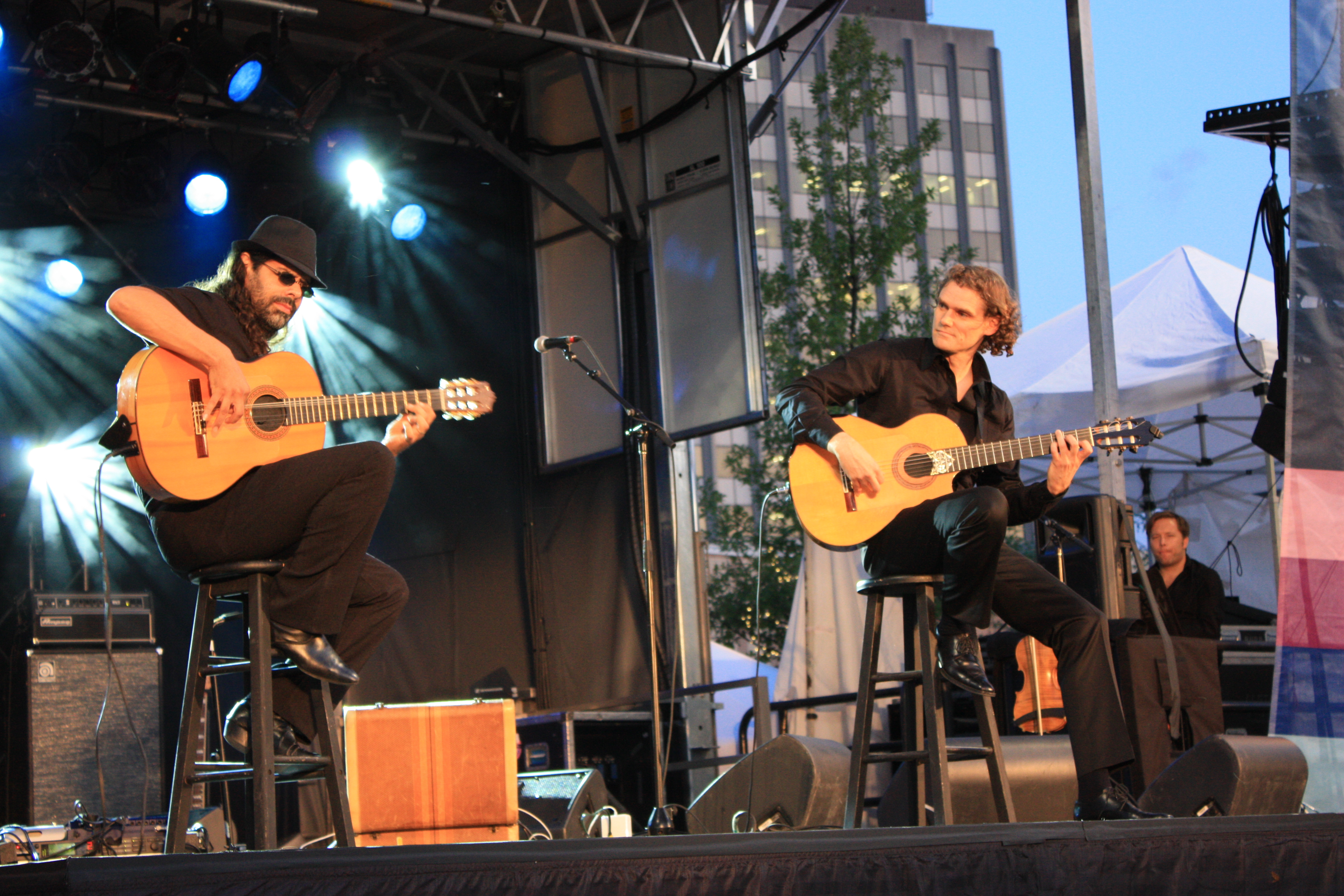
Jesse Cook (rechts) bei einem Auftritt im Jahr 2009

Jesse Cook (* 28. November 1964 in Paris) ist ein kanadischer Gitarrist und Komponist. Seine Musik wird oft als eine Mischung von Elementen aus Flamenco und Rumba beschrieben, sie greift jedoch auch Bestandteile anderer Musikgenres wie Jazz auf. Bisher verkaufte Cook über 1,5 Millionen Tonträger.

## Biografie
Jesse Cook wurde am 28. November 1964 in Paris geboren, seine Eltern waren der Fotograf John Cook und TV-Regisseurin Heather Cook. In seiner Kindheit sammelte Cook u. a. in Barcelona Eindrücke von Flamenco-Musik, welche ihn faszinierte. Nachdem seine Eltern sich scheiden ließen, zogen seine Mutter und Geschwister mit ihm nach Kanada. Dort besuchte der Gitarrist die Eli Kassner Guitar Academy in Toronto und später das Royal Conservatory of Music. Später studierte er an der York University sowie am Berklee College of Music in Boston. Seinen Durchbruch erlebte Jesse Cook 1995 beim Catalina Jazz Festival in Kalifornien, bei der er mit einer 10-minütigen Ovation noch vor Spielbeginn empfangen wurde. Das im selben Jahr erschienene Album Tempest belegte den 11. Platz in Billboard New Age Album Charts.

## Auszeichnungen
Jesse Cook wurde bereits mehrfach in der Vergangenheit in verschiedenen Rubriken für die Juno Awards nominiert. Seinen dabei bisher größten Erfolg erzielte er 2001, als sein Album Free Fall in der Kategorie „Best Instrumental Album“ als Gewinner hervorstach.
Im Jahr 2008 gewann Cook Silber beim Acoustic Guitar Magazine’s Player’s Choice Award in der Kategorie Flamenco.

## Diskografie

### Studioalben
- 1995: Tempest (Narada)
- 1996: Gravity (Narada)
- 1998: Vertigo (Narada)
- 2000: Free Fall (Narada)
- 2003: Nomad (Narada)
- 2007: Frontiers (EMI)
- 2009: The Rumba Foundation (EMI)
- 2012: The Blue Guitar Sessions
- 2015: One World (eOne Music)
- 2017: Beyond Borders (eOne Music)
- 2021: Libre (One World)
- 2023: Love in the Time of COVID (One World)

### Livealben
- 2005: Montréal (Narada)